# Małżeństwo osób tej samej płci w Urugwaju
     Małżeństwo osób tej samej płci
     Rejestrowany związek partnerski
     Brak statusu lub status nieznany
     Małżeństwo osób tej samej płci zakazane przez konstytucję
     Kontakty seksualne między osobami tej samej płci karane

Status prawny związków osób tej samej płci w Ameryce Południowej:
Małżeństwo osób tej samej płci
Rejestrowany związek partnerski
Brak statusu lub status nieznany
Małżeństwo osób tej samej płci zakazane przez konstytucję
Kontakty seksualne między osobami tej samej płci karane

Małżeństwa osób tej samej płci są legalne w Urugwaju od 5 sierpnia 2013 roku. Ustawa zezwalająca na takie małżeństwa została przyjęta przez parlament w kwietniu 2013 i podpisana przez prezydenta 3 maja.

## Historia
12 września 2006 Senat przyjął projekt ustawy wprowadzającej związki partnerskie, zgłoszony przez senator Margaritę Percovich z Szerokiego Frontu. Izba Reprezentantów przyjęła go 29 listopada 2007, wnosząc do niego poprawki. Zmieniony projekt został zaakceptowany przez Senat 18 grudnia. Ustawa została podpisana przez prezydenta 27 grudnia i weszła w życie w styczniu 2008. Na mocy ustawy swój związek mogą zarejestrować pary żyjące ze sobą przynajmniej od 5 lat. Nabywają one większość praw, jakie mają małżeństwa.
We wrześniu 2009 pary jednopłciowe uzyskały prawo do adopcji dzieci.
25 maja 2009 senator Percovich zapowiedziała, że jeśli jej ugrupowanie wygra wybory parlamentarne zaplanowane na 25 października 2009, to wówczas przedstawi projekt ustawy legalizującej małżeństwa osób tej samej płci. W lipcu 2010 politycy rządzącego Szerokiego Frontu potwierdzili zamiar legalizacji małżeństw osób tej samej płci w trakcie obecnej kadencji parlamentu. 25 lipca były prezydent Julio María Sanguinetti zadeklarował swoje poparcie dla legalizacji małżeństw jednopłciowych, inny były prezydent Luis Alberto Lacalle wyraził swój sprzeciw.
W kwietniu 2011 deputowany Sebastián Sabini z Szerokiego Frontu zaprezentował projekt ustawy w tej kwestii. Został on formalnie zgłoszony do parlamentu 6 września 2011. W czerwcu 2012 minister edukacji poinformował, że debata nad projektem rozpocznie się przed końcem 2012 roku. 4 lipca komisja ustawodawcza i konstytucyjna Izby Reprezentantów rozpoczęła procedowanie nad ustawą.
28 listopada komisja wstępnie zaakceptowała projekt. 5 grudnia ostatecznie go zaaprobowała, wnosząc do niego poprawki. 12 grudnia 2012 Izba Reprezentantów przyjęła projekt ustawy stosunkiem głosów 81-6. 19 marca 2013 roku komisja ustawodawcza i konstytucyjna Senatu wniosła poprawki do projektu. Został on przyjęty przez Senat 2 kwietnia stosunkiem głosów 23-8. Izba Reprezentantów zaakceptowała zmieniony projekt ustawy 10 kwietnia. Ustawa została podpisana przez prezydenta José Mujicę 3 maja i weszła w życie 5 sierpnia 2013.